# Columbo: Bei Einbruch Mord
Bei Einbruch Mord (Originaltitel: Old Fashioned Murder) ist eine erstmals im Rahmen der NBC-Sunday-Mystery-Movie-Serie gesendete Episode der Kriminalfilm-Reihe Columbo aus dem Jahr 1976. Die deutschsprachige Erstausstrahlung der zweiten Folge der sechsten Staffel folgte erst 1992 auf RTL plus. Die US-amerikanische Schauspielerin Joyce Van Patten verkörpert als Museumsdirektorin und Doppelmörderin Ruth Lytton die Gegenspielerin von Inspektor Columbo, dargestellt von Peter Falk.

## Handlung
Die altjüngferliche Ruth Lytton ist langjährige Direktorin eines Antiquitätenmuseums. Trotz ihrer leidenschaftlichen Hingabe ist das in Familienbesitz befindliche Unternehmen defizitär. Bestürzt nimmt sie zur Kenntnis, wie ihr Bruder und Treuhänder Edward ankündigt, die Einrichtung zu schließen und alle Vermögenswerte zu veräußern. Ihrer einzigen Lebensaufgabe beraubt, schmiedet sie einen mörderischen Plan. Unter dem Vorwand, mit der Versicherungsprämie den finanziellen Niedergang abwenden zu wollen, überredet sie den Wachmann Milton Shaeffer zu einer Straftat. Ruths Nichte Janie Brandt hat den Bruder ihres verheirateten Liebhabers Dr. Tim Shaeffer kürzlich eingestellt. Der wegen Spielschulden leicht erpressbare Aufseher soll noch in dieser Nacht in das Museum einbrechen und die wertvollsten Exponate stehlen. Als Belohnung werden ihm 100.000 US-Dollar und ein gefälschter Reisepass in Aussicht gestellt. Gegen 21:00 Uhr ruft Milton seinen Bruder von einer Telefonzelle aus an und hinterlässt eine Nachricht auf dem Anrufbeantworter. Er gibt vor, in Gefahr zu sein und verleiht seiner dramatischen Schilderung Nachdruck, indem er das Telefonat durch Abgabe eines Schusses beendet. Danach fährt er wie verabredet in das Museum, wo Edward zur selben Zeit alle Ausstellungsstücke unter Einsatz eines Tonbandgerätes inventarisiert. Während Milton die Vitrinen ausräumt, wird er von Ruth überrascht und kaltblütig erschossen. Als Edward aus dem Nebenraum herbeieilt, tötet sie ihn ebenfalls, diesmal mit Miltons Revolver. Nachdem Ruth die Waffen in die Hände der beiden Opfer gelegt hat, schaltet sie gewohnheitsmäßig das Licht aus und bringt das Diebesgut in Miltons Wagen.
Nach dem Abhören der Mitteilung seines Bruders macht sich Tim Shaeffer große Sorgen und alarmiert am nächsten Morgen die Polizei. Inspektor Columbo sucht daraufhin das Haus der Lyttons auf, um Edward zu sprechen, der den Vermissten vermeintlich am Vortag entlassen hat. Bei dieser Gelegenheit lernt er neben Janie auch deren Mutter, Ruths ältere Schwester Phyllis Brandt, kennen. Columbo muss jedoch unverrichteter Dinge aufbrechen, weil der Vermögensverwalter nach einer arbeitsreichen Nacht nicht geweckt werden soll. Ruth und Janie kehren zwecks Fortsetzung der Bestandsaufnahme zum Museum zurück. Kurz darauf entdeckt die Nichte beide Leichen. Obwohl viele Spuren am Tatort darauf hindeuten, dass Edward und der Einbrecher sich gegenseitig erschossen haben, irritieren den Inspektor einige Details. Sein Assistent Sergeant Miller hat den Raum unbeleuchtet vorgefunden. Wie können Milton und Edward im Dunkeln zielsichere Treffer gesetzt haben? Falls das Licht aber eingeschaltet war, wer hat dann den Schalter nach dem Schusswechsel betätigt? Darüber hinaus lassen neue Kleidung und Schuhe, eine Einstichstelle von einer Impfung sowie andere Hinweise nur eine Schlussfolgerung zu: Milton wollte nach dem Kunstraub eine längere Reise in tropische Regionen antreten. Ein Zettel in der Tasche des Toten mit der Aufschrift „Turn twice right after midnight“ führt Columbo zunächst zur Vermutung, der Räuber habe einen Komplizen treffen wollen. Die Befragung eines Schmuckhändlers, bei dem Milton eine neue Kalenderuhr gekauft hat, liefert allerdings eine plausiblere Erklärung: Da die Tat am 30. April stattgefunden hat, handelt es sich um eine schriftliche Erinnerung, damit Milton den Kalendertag der Uhr durch Drehen der Krone auf den 1. Mai einstellt. Demnach waren beide Opfer noch bis nach Mitternacht am Leben und der Anruf aus der Telefonzelle vorgetäuscht.
Der Inspektor berichtet Ruth von seinen Ermittlungsergebnissen. Aufgrund der vorliegenden Indizien ist er überzeugt, dass eine dritte Person in den Doppelmord verwickelt war. Im weiteren Verlauf des Gespräches erfährt er zudem von lange zurückliegenden emotionalen Spannungen in der Familie. Wegen eines fehlenden Alibis zum wirklichen Tatzeitpunkt ist Ruth gezwungen, den Verdacht von sich abzulenken. Zu diesem Zweck platziert sie eine mittelalterliche Gürtelschnalle in Janies Kleiderschrank, die sie zuvor selbst aus dem Museum entwendet hat, ihrer Aussage nach aber schon seit zwei Wochen unauffindbar ist. Bei der nachfolgenden Durchsuchung wird das kostbare Stück sichergestellt. Columbo besucht Janie in der Gefängniszelle und bringt neben Lebensmitteln auch Zigaretten und die goldene Schnalle mit. Doch die Verdächtige erkennt deren Bedeutung nicht und benutzt sie als Aschenbecher. Anschließend konfrontiert der Inspektor Janie mit seinen Recherchen zur Familiengeschichte der Lyttons. Ihre Mutter war bereits im dritten Monat schwanger, als Peter Brandt seine Geliebte Ruth verließ, um Phyllis zu heiraten. Ihr Vater verstarb einige Jahre später an einem Herzanfall. Möglicherweise habe Ruth in Verbitterung über die widerfahrene Demütigung ihren damaligen Verlobten umgebracht. Am Abend begibt sich Columbo zusammen mit Janie erneut in das Haus der Geschwister. Zum Beweis ihrer Unschuld spielt er die Inventuraufnahme aus der Mordnacht ab, in der Edward den angeblich vermissten Kunstgegenstand erwähnt. Der Lüge überführt, bittet Ruth den Inspektor in Sorge um ihre Nichte, seine Vermutungen zu den Geheimnissen um ihren Vater zu widerrufen. Als Gegenleistung gesteht sie die beiden anderen Morde.

## Hintergrund
Peter S. Fischer, der als Drehbuchautor die Vorlagen für diverse Episoden der Fernsehreihe schrieb, lieferte die ursprüngliche Story unter dem Arbeitstitel In Deadly Hate. Peter Falk war jedoch mit dem konventionell anmutenden Konzept unzufrieden und übermittelte die von Shakespeares Richard III. inspirierte Geschichte zur Überarbeitung an die befreundeten Autoren Elaine May und Peter Feibleman, ohne das Produktionsteam zu informieren. So wurden die meisten männlichen Hauptfiguren durch weibliche ersetzt und einige überflüssige Comedy-Elemente ergänzt. Über das Ergebnis der Revision zeigte sich nicht nur Fischer erschüttert, der infolgedessen erstmals auf sein Pseudonym Lawrence Vail in den Filmcredits zurückgriff. Der Name stammt bezeichnenderweise von einer Figur aus dem Theaterstück Once in a Lifetime von Moss Hart und George S. Kaufman, die von einem uneinsichtigen Hollywoodstudio in die Irrenanstalt getrieben wird. Fischer berichtete: “I had an idea to do an updated version of Richard III and his two nephews as a Columbo. My idea was to have Burgess Meredith as a Richard III character who ran a medieval museum with his two nephews. He wants to get rid of both of them, so he kills one and frames the other. That was my vision of the show. It got all turned around. It was out of my hands and all turned around.” (deutsch: „Ich hatte die Idee, aus einer aktualisierten Version von Richard III. und seinen beiden Neffen eine Columbo-Folge zu machen. Meine Idee war, eine Figur aus Richard III. mit Burgess Meredith zu besetzen, der mit seinen beiden Neffen ein mittelalterliches Museum betrieb. Er will sie beide loswerden, also tötet er den einen und beschuldigt den anderen. Das war meine Vision der Sendung. Alles wurde umgestaltet. Es war nicht mehr in meiner Hand und alles änderte sich von Grund auf.“)
Ungeachtet der Kompetenzen des verantwortlichen Produzenten Everett Chambers begann May eigenmächtig mit dem Casting der Folge. Die meisten Rollen besetzte sie mit Personen aus ihrem Umfeld, darunter ihre Tochter Jeannie Berlin und ihre Freundin Joyce Van Patten. Feibleman spielte den ermordeten Wachmann, Berlins früherer Lebensgefährte Jon Miller den gleichnamigen Sergeant und Feiblemans damaliger Sekretär Gary Krawford den Schmuckverkäufer. Noch während der Dreharbeiten passten die beiden Autoren das Skript an, sodass die Schauspieler zeitweise bis in den späten Abend und auch sonntags proben mussten, um für den Folgetag vorbereitet zu sein. Von Chambers vorgeschlagene Verbesserungen zur Beseitigung von Logiklöchern wurden von May und Falk abgelehnt. Darüber hinaus sorgten zeitaufwändige Fehler in der Produktionsplanung und Falks spontane Änderungswünsche am Filmset für eine Verzögerung des Fertigstellungstermines und eine prognostizierte Budgetüberschreitung von etwa 500.000 US-Dollar. Der Machtkampf zwischen Falk sowie den Verantwortlichen von Universal Television und NBC eskalierte schließlich in der Auflösung des Vertrages mit Chambers. Für die nachfolgende Episode musste ein Großteil der Filmcrew neu zusammengestellt werden.
Celeste Holm, die Oscar-prämierte Darstellerin der Schwester der Mörderin, äußerte sich in einem Interview zum laufenden Projekt ebenfalls irritiert. Seinerzeit konnte sie keine konkreten Angaben zur Handlung und zu ihrer Rolle machen, was nicht an der obligatorischen Verschwiegenheitserklärung lag, sondern an den schwierigen Arbeitsbedingungen: “We rehearsed it one way and then (Falk) had us film it 27 different ways. God only knows what the editor will do with the finished product; he can make it into anything he wants. Falk’s compulsive perfectionist, and it drives everybody crazy. […] Damned if I know! I think it was a sad, rich, lonely, self-destructive and very foolish lady. I had heard strange tales about Falk, but until now had no idea of what they meant.” (deutsch: „Wir haben es auf eine bestimmte Art geprobt und dann ließ es Falk auf 27 verschiedene Arten drehen. Gott allein weiß, was der Filmeditor mit dem fertigen Produkt machen wird; er kann daraus alles machen, was er will. Falk ist ein zwanghafter Perfektionist, der jeden in den Wahnsinn treibt. […] Verdammt, wenn ich es wüsste! Ich denke, meine Rolle war eine traurige, reiche, einsame, selbstzerstörerische und sehr törichte Frau. Ich hatte merkwürdige Geschichten über Falk gehört, aber bis jetzt keine Ahnung, was sie bedeuteten.“)

## Besetzung und Synchronisation
Die deutschsprachige Synchronfassung entstand im Jahr 1992 bei der Alster Studios Synchron.
| Figur              | Darsteller         | Deutscher Sprecher |
| ------------------ | ------------------ | ------------------ |
| Lieutenant Columbo | Peter Falk         | Claus Biederstaedt |
| Gaststars          |                    |                    |
| Ruth Lytton        | Joyce Van Patten   | Christine Reinhart |
| Janie Brandt       | Jeannie Berlin     | Reinhilt Schneider |
| Edward Lytton      | Tim O’Connor       | Hans Sievers       |
| Phyllis Brandt     | Celeste Holm       | Ursula Zeitz       |
| Weitere Darsteller |                    |                    |
| Milton Shaeffer    | Peter S. Feibleman | Herbert Tennigkeit |
| Sergeant Miller    | Jon Miller         | Wolfgang Jürgen    |
| Dr. Tim Shaeffer   | Jess Osuna         | Joachim Richert    |
| Darryl             | Anthony Holland    | Michael Lott       |
| Elise              | Lucy Saroyan       |                    |
| Uhrenverkäufer     | Gary Krawford      |                    |
| Dienstmädchen      | Eloise Hardt       | Anne Schermutzki   |
| 2. Detektiv        | Morris Buchanan    |                    |
| Fotograf           | Giles Douglas      |                    |

## Rezeption
Die Fernsehzeitschrift TV Spielfilm vergab eine neutrale Wertung (Daumen mittig): „Der Beweis: Columbo liegt auch mal schief. […] Ohne Pfiff: Diesen TV-Krimi zählen Fans der Reihe aufgrund alberner Gags und der mauen Auflösung zu den schwächsten Fällen des Inspektors. […] Trotz raffinierter Prämisse arm an Überraschungen.“
Das Lexikon des internationalen Films befand: „Weitgehend vergnügliche Spannungsunterhaltung ohne sonderlichen Anspruch.“
Der Autor Michael Striss wertete mit zwei von vier Sternen (durchschnittlich). Er sah einige Mängel im Skript, lobte aber die Besetzung der Widersacherin: „Unbestritten gehört diese Episode zu den schwächeren. Übertrieben scheint es hingegen, an ihr gar kein gutes Haar zu lassen. In der Tat erscheint die Figur der emotionsgeladenen Phyllis (Alt-Star Celeste Holm) arg überzeichnet. Unverständlich bleibt auch, warum Ruth ihre geliebte Nichte (»das Kind, das ich vielleicht gehabt hätte«) dem schwerwiegenden Mordverdacht aussetzt. Die Idee, eine moderne Version von Shakespeares »Richard III.« zu schaffen, stammt von Peter S. Fischer. Autor Feibleman hätte seine ganze Sorgfalt darauf verwenden sollen, mehr daraus zu machen, anstatt die Rolle des Milton einzustudieren. […] Neben diesen offenkundigen Unzulänglichkeiten bietet das Drehbuch aber auch gute und schlüssige Momente: die Vortäuschung eines Mordes in der Telefonzelle, die Schlussfolgerungen aus der auf den nächsten Tag vorgestellten Uhr und nicht zuletzt die Zweckentfremdung einer antiken Kostbarkeit als Aschenbecher. Es ist aber vor allem der Verdienst Joyce Van Pattens, dass dieser Fall trotz seiner Mängel in Erinnerung bleibt. Glaubwürdig verkörpert sie die tragische Figur einer zwar äußerlich gefassten, innerlich jedoch längst zerbrochenen Frau.“
Der Autor Mark Dawidziak verzeichnete ähnliche Schwächen: „Obwohl Joyce Van Patten als Ruth Lytton sowohl überzeugend als auch sympathisch ist, gilt Bei Einbruch Mord als eine der schwächsten Episoden der Reihe. Sie ist langatmig und besitzt eine dürftige Handlung. […] Ruth ist zwar durchaus bereit, Janie den Mord anzuhängen, aber sie gesteht letztendlich, damit ihre Nichte nicht schlecht über sie denkt. Was der Episode zusätzlich schadet, ist die plumpe Art des Humors. Columbo erscheint am Tatort, indem er von hinten in einen Streifenwagen fährt. Die von Celeste Holm gespielte Phyllis Brandt fällt in bester Vaudeville-Tradition in Ohnmacht, wann immer jemand von Mord oder Polizei spricht. […] Die Episode hätte ihre Stärke mehr aus ihrem atmosphärischen Schauplatz ziehen sollen, doch solche ausladenden, beinahe aus einer komischen Oper stammenden Einfälle zerstören die Stimmung. Diesmal gingen sie zu weit. […] Gemessen an den Maßstäben eines Fernsehkrimis kann sich Bei Einbruch Mord recht gut behaupten, vor allem aufgrund von Joyce Van Pattens ruhiger, aber starker Leistung. Für Columbo-Maßstäbe nimmt die Folge jedoch einen eher niedrigen Rang ein.“